# ミリアム・フリード
ミリアム・フリード（Miriam Fried, 1946年9月9日 - ）は、ルーマニア出身のヴァイオリン奏者。
サトゥ・マーレ出身。２歳の時に家族でイスラエルのヘルツリーヤに移住し、ピアノ教師だった母親からピアノの手ほどきを受けたが、８歳の時にヴァイオリンに興味を持ち、テル・アヴィヴでアリス・フニヴにヴァイオリンを学んだ。ルービン音楽院を1964年に卒業後、アイザック・スターンに招待されてアメリカに渡り、ジュリアード音楽院でイヴァン・ガラミアン、インディアナ大学でジョーゼフ・ギンゴールドの各氏の薫陶を受けた。1968年にはパガニーニ国際コンクール、1971年のエリザベート王妃国際音楽コンクールのそれぞれで優勝を果たした。1986年からインディアナ大学で教鞭をとったが、2003年からニューイングランド音楽院にも出講し、2006年から同音楽院の教授に転出した。